# Chambre de commerce et d'industrie Grand Nancy Métropole Meurthe-et-Moselle

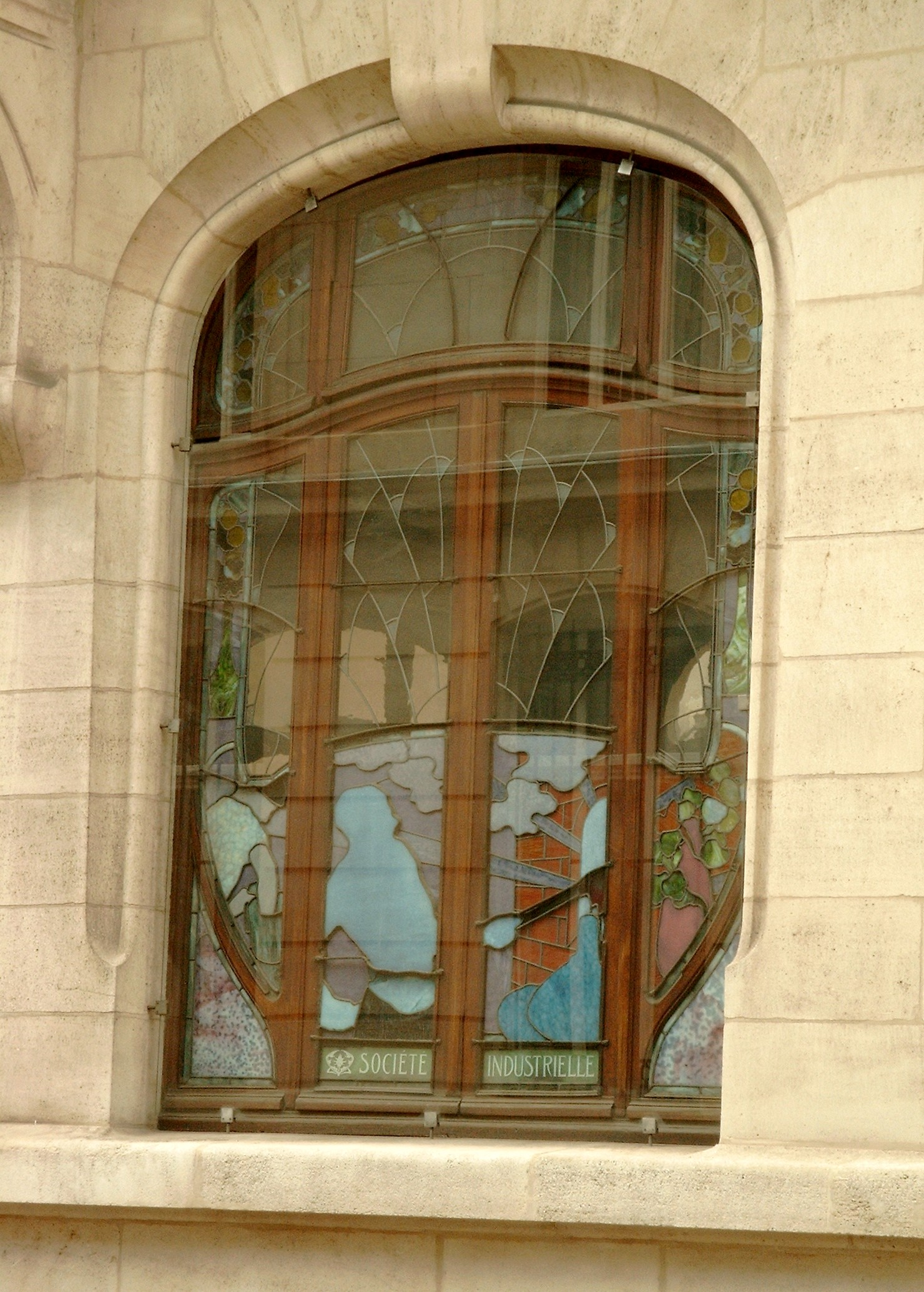
Vitrail visible sur la façade du bâtiment et réalisé par Antonin Daum et Jacques Grüber.

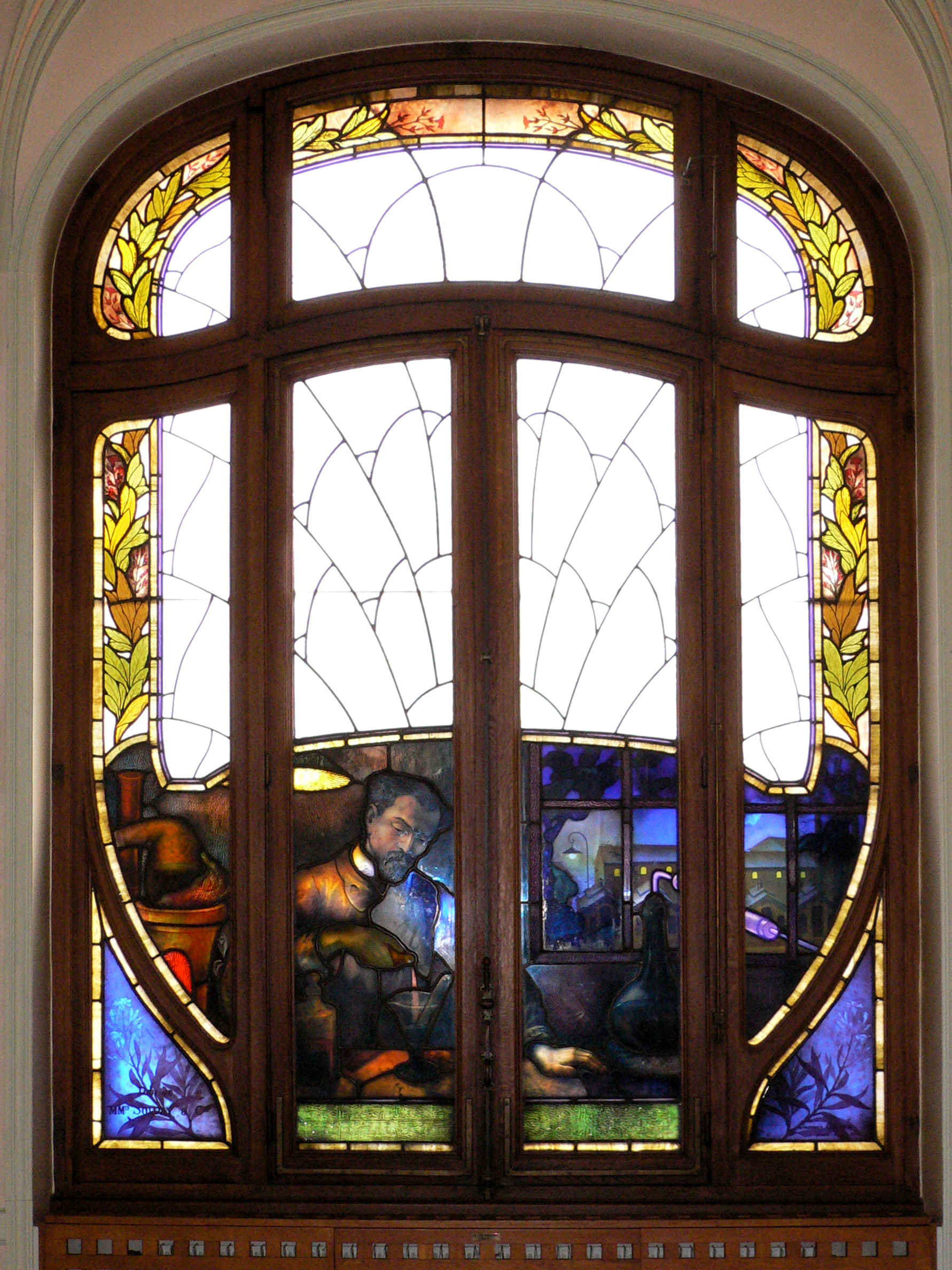
Vitrail vu de l'intérieur du bâtiment représentant l'industrie chimique en Lorraine.

La chambre de commerce et d'industrie de Meurthe-et-Moselle est la CCI du département de Meurthe-et-Moselle. Son siège est à Nancy.
Elle possède une antenne à Briey et fait partie de la chambre de commerce et d'industrie de région Grand-Est.
L'immeuble est protégé au titre des monuments historiques.

## Missions
À ce titre, elle est un organisme chargé de représenter les intérêts des plus de 25 000 entreprises commerciales, industrielles et de service de Meurthe-et-Moselle et de leur apporter certains services. C'est un établissement public qui gère en outre des équipements au profit de ces entreprises.
Comme toutes les CCI, elle est placée sous la double tutelle du ministère de l'Industrie et du ministère des PME, du Commerce et de l'Artisanat.
Elle soutient, stimule et accompagne la transformation des entreprises en matière notamment de transition écologique et numérique, le développement économique des territoires, les besoins en compétences.
Autour d'une CCI institutionnelle, 8 filiales autonomes positionnent leurs savoir-faire autour de 3 pôles opérationnels : Emploi-Formation-Insertion, Entreprendre, Infrastructures.
Pour sécuriser, coordonner et développer les infrastructures indispensables à la croissance des activités économiques, elle gère Grand Nancy Aéropôle à Tomblaine, et la plateforme multimodale de Champigneulles.

### Service aux entreprises
> Services aux entreprises
- Financement
- International
- QS – RI – Lean Management
- Information économique
- Formalités

- Création, Reprise, Transmission d’entreprise
- Environnement – Développement durable – Innovation

> Services aux Territoires
- Antennes territoriales
- Contrats de partenariats locaux
- Animation territoriale
- Pôles d’activités
- Valorisation commerciale
- Valorisation touristique
- Urbanisme économique

> Réseaux d'entreprises et Filières
- Accueil
- Prospection
- Partenariats
- Réseaux
- Filières
- Marketing
- Manifestations

### Gestion d'équipements
- Aéroport de Nancy-Essey.
- Plateforme multimodale de Champigneulles SE3M

### Centres de formation
CCI Formation EESC, filiale formation de la CCI à Laxou, Nancy avec des délégations à Longwy, Lunéville et Blénod-lès-Pont-à-Mousson forme chaque année 5000 personnes dans les domaines de :
- Formation continue
- Formations par alternance
- Formation initiale
- Insertion
- Bilans de compétences
- Formations pour demandeurs d’emploi

- Partenariats universités – grandes écoles

## Historique
- Janvier 1341 : création de la « Confrérie des marchands » par un édit du duc de Lorraine Raoul.
- 1754 : inauguration du bâtiment de la Bourse des Marchands, place de la Carrière.
- Avril 1803 : création de la chambre consultative des Manufactures d'Art et des Métiers.
- Novembre 1855 : transformation de la chambre consultative en chambre de commerce du département de la Meurthe.
- Juin 1909 : inauguration des locaux de la rue Henri-Poincaré à Nancy.
- 1959 : constitution du syndicat mixte pour la réalisation des zones industrielles de Meurthe-et-Moselle.
- 1973 : ouverture du port de Frouard à la navigation.
- 1976 octobre : inauguration de l'antenne du Pays-Haut de la CCI à Longwy.
- 1977 : inauguration du Centre consulaire de formation au Champ-le-Bœuf à Laxou.
- 1991 : ouverture du Bureau de la CCI à Lunéville ; ouverture de l'aéroport de Metz-Nancy-Lorraine.
- 1993 : extension des locaux de la CCI et ouverture d'un nouvel espace information, rue Stanislas à Nancy.
- 2005 : inauguration de l'antenne formation de Pont-à-Mousson.

Liste des présidents (source CCI 54)
- de 1855 à 1872 : Eugène ELIE-BAILLE
- de 1872 à 1884 : Antoine XARDEL
- de 1884 à 1895 : Xavier ROGÉ
- de 1895 à 1903 : Paul L’HUILLIER
- de 1903 à 1919 : Louis VILGRAIN
- de 1919 à 1936 : Alexandre DREUX
- de 1936 à 1944 : Marcel PAUL-CAVALLIER
- de novembre 1944 à fin 1945 : Jacques BERVEILLER (président par intérim, nommé par M. le commissaire de la République de Nancy en novembre 1944)
- de 1946 à 1965 : Fernand ARNAUD
- de 1965 à 1967 : Lucien POUSSOT
- de 1968 à 1976 : Jean MOREAU
- de 1977 à 1983 : François ARCHAMBAULT
- de 1984 à 1988 : Michel BOURIEZ
- de 1989 à 1997 : Bernard ANCEL
- de 1997 à 2011 : Jean-Pierre CAROLUS
- de 2011 a .... : Francois PELISSIER

## Le siège, un bâtiment Art Nouveau

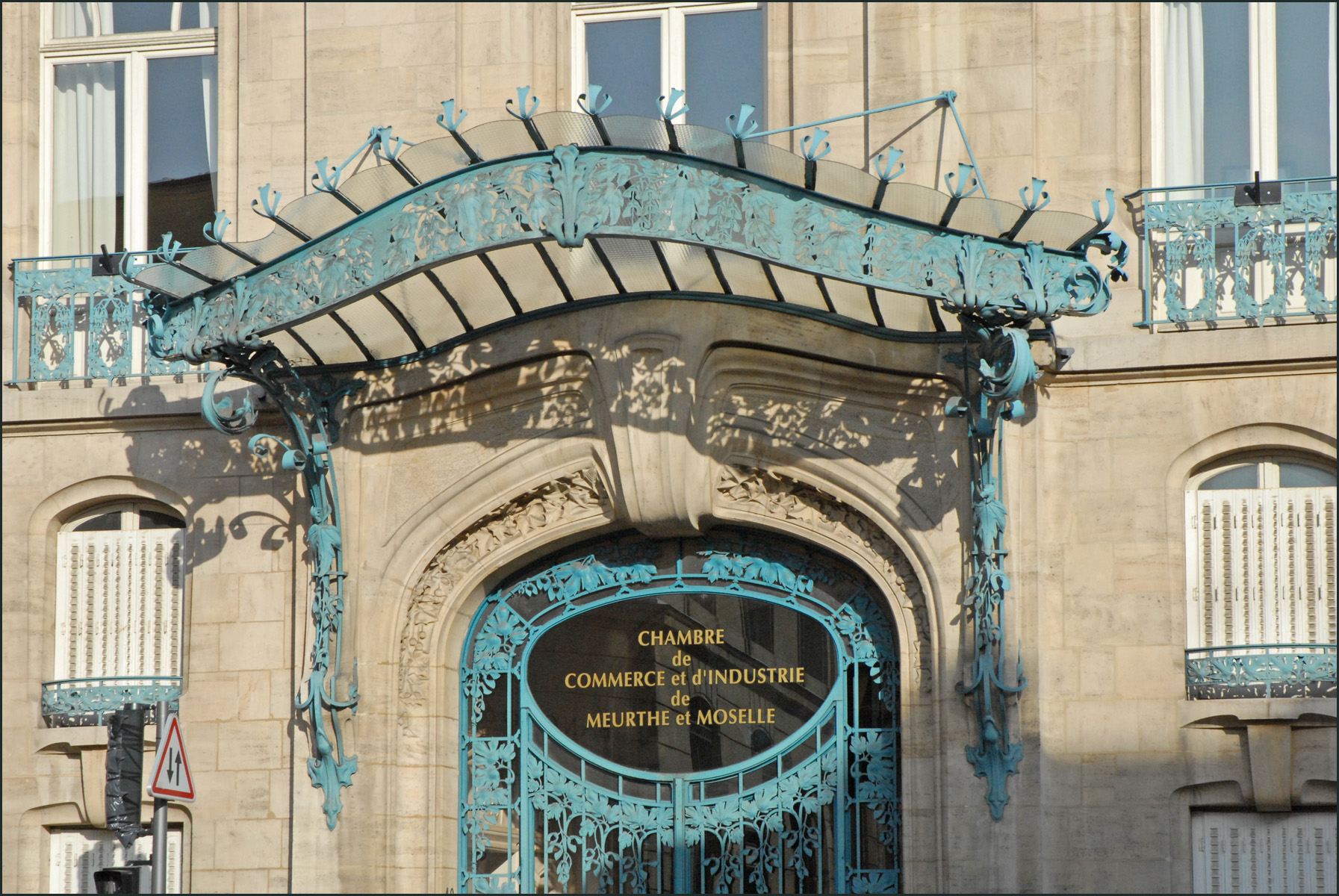
La marquise et la porte d'entrée principale de la CCI.

Le siège de la chambre de commerce et d'industrie de Meurthe-et-Moselle a été inauguré en juin 1909. Il fut construit entre 1906 et 1908 à la demande des représentants de la chambre de Commerce et de la Société Industrielle de l'Est.
Il se situe au 40, rue Henri-Poincaré à Nancy dans un bâtiment Art nouveau élaboré par les plus grands noms de l'École de Nancy. À la suite d'un concours lancé en 1905, la réalisation de l'édifice est confiée aux architectes Louis Marchal et Émile Toussaint. Les vitraux au rez-de-chaussée représentent des paysages lorrains et ont été conçus par Antonin Daum et Jacques Grüber. Enfin, les ferronneries ont été confiées à Louis Majorelle.
L'accueil du public est assuré au 53 rue Stanislas.
Une partie importante du bâtiment fait l’objet d’une inscription au titre des monuments historiques depuis le 4 mai 1994. Les parties inscrites sont la façade et la toiture sur rue, la marquise de Louis Majorelle, le vestibule ainsi que la cage d'escalier, la salle dite de la bourse avec vitraux de Jacques Grüber ; la salle dite du conseil et ses décors. Les vitraux de Jacques Grüber sont eux classés depuis le 5 juillet 1996 . L'inscription par arrêté du 28 février 2013 vient protéger des parties supplémentaires : l'ensemble des façades et toitures des bâtiments A (51 bis, rue Stanislas), B et B' (40, rue Henri-Poincaré) et C (commun de l'hôtel de Landreville), le couloir du rez-de-chaussée, l'intérieur de la salle des vitraux, la salle Jean-Lamour, et le bureau du président du bâtiment B (donnant sur la rue Henri-Poincaré).

## Pour approfondir